# Windows Phone 7
Windows Phone 7 a fost primul release din seria de sisteme de operare mobile Windows Phone. A fost prezentat pe 15 februarie 2010 la Mobile World Congress 2010 în Barcelona, Spania. A fost lansat în Statele Unite pe 8 noiembrie 2010 și la nivel mondial pe 21 octombrie 2010.
Windows Phone 7 este succesorul sistemelor de operare Windows Mobile. Este bazat pe kernel-ul Windows CE 6 ca Zune HD, în timp ce versiunile curente de Windows Mobile se bazează pe Windows CE 5.

## Caracteristici

### Interfața de utilizare
Windows Phone 7 are o nouă interfață de utilizator (cu numele de cod Metro) folosește un design de informații centrice în loc de o serie de pictograme de aplicații. WP7 introduce o nouă paradigmă denunumită "hub-uri". 
Există șase hub-uri People, Pictures, Music + Videos, Marketplace, Office și Games. Hubul People Oamenii adună contactele și prietenii de pe Facebook.

### Browser Web
Internet Explorer 9 pe Windows Phone 7.5 Mango este un browser care utilizează același cod ca Internet Explorer 9 pe Windows 7, dar îi lipsește capacitatea de a rula plug-in-uri, cum ar fi Flash.

## Cerințe minime hardware
Toate dispozitivele windows Phone 7 trebuie să includă următoarele Cerințe minime: 
- Ecran tactil capacitiv Multi-touch cu minim patru puncte simultane cu ecran de rezoluție WVGA (480x800)
- Processor ARM v7 "Cortex / Scorpion" - Snapdragon QSD8X50, MSM7X30 sau MSM8X55
- DirectX9 randare-GPU capabil
- Memorie RAM de 256 MB (la Tango) și cel puțin memorie flash de 4 GB
- Accelerometru, senzor de lumină ambientală, senzor de proximitate și Assisted GPS
- Tuner radio FM
- Șase butoane dedicate hardware - spate, Start, căutare, aparat de fotografiat, pornire/oprire și tastele de volum
- Hardware opțional: cameră frontală, busolă și giroscop

Dispozitive cu Windows Phone 7 au avut nevoie de cel puțin 512 MB memorie RAM. 
La actualizarea "Tango" cerințele au fost revizuite pentru a permite chipset-uri cu procesoare lente să aibă un minim de 256 MB de RAM. 
Dar anumite caracteristici ale sistemului de operare precum capacitatea de a instala anumite aplicații sunt dezactivate pe dispozitive cu Windows Phone care au memoria RAM sub 512 MB.